# Mara Salvatrucha
Mara Salvatrucha  (Мара Сальватруча), що на сленгу означає «сальвадорські бродячі мурахи», або MS- 13) — організоване міжнародне злочинне угруповання; одна з найжорстокіших, численніших і диначімних вуличних банд Центральної і Північної Америки, що діє в кількох країнах, насамперед, в США, Мексиці, Сальвадорі, Гондурасі та Гватемалі.
За різними оцінками, чисельність злочинного синдикату коливається від 50 до 300 тис. чоловік, включаючи асоційованих членів (у тому числі в США — від 10 до 40 тис.) За оцінками правоохоронців, у тому числі ФБР, чисельність Mara Salvatrucha становить близько 50-80 тис. людей, з яких 10-15 тис. перебувають у США.
Етнічний склад банди є змішаним, в США вона складається зі сальвадорців, гондурасців, гватемальців, нікарагуанців, мексиканців та інших латиноамериканців (як нещодавні імігранти, так і американці першого покоління). Mara Salvatrucha діє в межах певної міської території, періодично роблячи спроби розширити підконтрольні володіння, крім того, вона є впливовою у в'язницях Центральної Америки.
Mara Salvatrucha займається багатьма видами злочинності, включно з торгівлею наркотиками, зброєю і людьми; грабіжництвом, рекетом, замовними вбивствами, викраданнями людей з метою отримання викупу, сутенерством, викраденнями автомобілів, відмиванням грошей і шахрайством. Багато вуличних торговців і невеликих магазинів, розташованих на територіях Mara Salvatrucha, платять банді до половини доходу за можливість працювати.
| Прапор Мексики | Це незавершена стаття про Мексику. Ви можете допомогти проєкту, виправивши або дописавши її. |